# الخطوط الجوية الوطنية (1934–1980)
الخطوط الجوية الوطنية شركة طيران أمريكية ضخمة تأسست عام 1934، وكانت تنقل أكثر من 1200 راكب عبر الولايات المتحدة وأوروبا وأمريكا الجنوبية وكانت تعدّ من أهم شركات الطيران الأمريكية في الولايات المتحدة ويقع مقرها فيميامي حيث أن مطار ميامي الدولي تعدّ قاعدة عمليات الشركة ومطار تامبا الدولي ومطار نيو اورليانز لويس أرمسترونغ الدولي ومطار جون إف كينيدي الدولي ومطار جاكسونفيل الدولي، وكانت تعدّ المطارات الثانوية للشركة وقد أفلست عام 1980 واندمجت مع شركة بان آم.

## أحداث وحوادث
- في 3 نوفمبر 1973: اقلعت طائرة ماكدونل دوغلاس دي سي-10-10 التابعة للخطوط الجوية الوطنية الرحلة 027 وكانت في رحلة أمريكية من ميامي إلى سان فرانسيسكو عبر نيو اورليانز وهيوستن ولاس فيغاس وعندما وصلت الرحلة بالطائرة وسط نيومكسيكو أصيبت أحد محركاتها بعطل غير خاضع للسيطرة مما أدى إلى هبوط الطائرة الإضطراري في مطار ألباكركي الدولي في ألباكركي وكانت الطائرة تحمل على متنها 116 راكباً و12 من أفراد الطاقم وكان قد مات شخص واحد ونجا 127 شخصا وجرح 24 شخصا.
- في 8 مايو 1978:كانت طائرة بوينغ 727-235 التابعة للخطوط الجوية الوطنية الرحلة 193 وكانت في رحلة أمريكية من ميامي إلي بينساكولا عبر ملبورن (فلوريدا) وتامبا ونيو اورليانز وموبيل (ألاباما) وكانت تحمل علي متنها 52 راكباً و6 من أفراد الطاقم، وتوفي منهم 3 أشخاص ونجا 55 شخصا وأصيب 11 راكب بجروح، وتحطمت الطائرة في خليج إسكمبيا أثناء أقترابها من موقع مطار بينساكولا الدولي.